# Restauration de Meiji

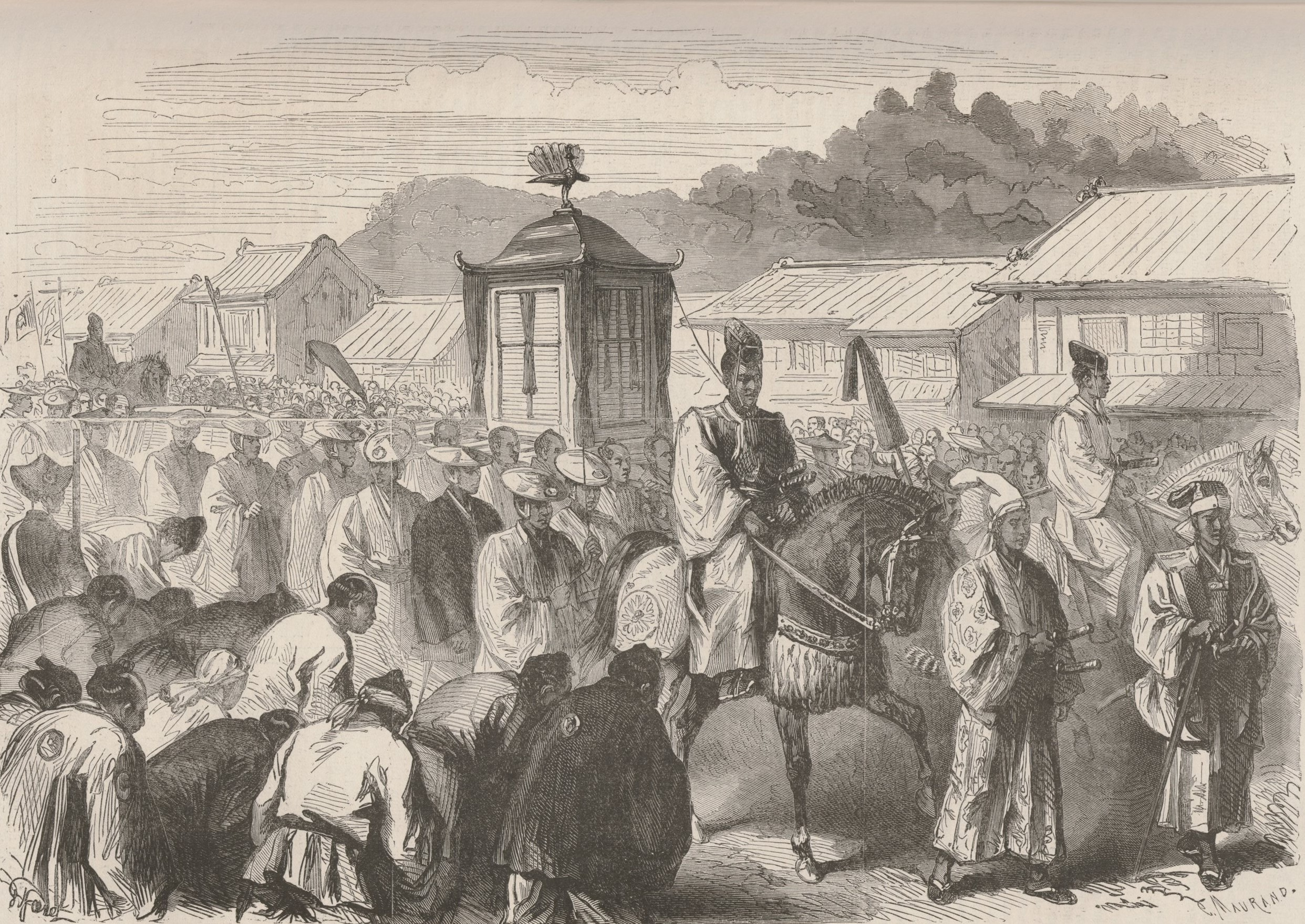
L'empereur Meiji quittant Kyoto pour Tokyo à la fin 1868.

La restauration de Meiji (明治維新, Meiji ishin), aussi appelée révolution de Meiji ou renouvellement de Meiji, est la période de l'histoire du Japon correspondant au renversement du shogunat Tokugawa et au recouvrement des pouvoirs de Meiji, empereur du Japon, en 1868 (à la fin de l'ère Keiō). Elle couvre à la fois la fin de l'époque d'Edo (souvent appelée bakumatsu ou « fin du shogunat Tokugawa ») et le début de l'ère Meiji, durant la seconde moitié du XIXe siècle. C'est une suite d'événements qui ont conduit à d'énormes changements dans la politique du Japon et sa structure sociale. La restauration a été une conséquence directe de l'ouverture du Japon isolé jusqu'ici par une politique d'isolement volontaire appelé sakoku, ouverture imposée à la suite de l'arrivée des navires noirs des États-Unis, commandés par le commodore Matthew Perry, qui avait démontré la faiblesse du shogunat. Elle a permis de transformer l'empire du Japon en grande puissance. Un important compte rendu de ces événements, rédigé par un étranger, est A Diplomat in Japan d'Ernest Satow.

## Contexte
L'ouverture forcée du Japon, entamée par la convention de Kanagawa en 1854 et consacrée par le traité d'Amitié et de Commerce de 1858, ébranle l'autorité du shogunat Tokugawa. La signature de ce traité avec les États-Unis, malgré l'opposition de l'empereur Kōmei, rend les Tokugawa impopulaires et conduit au ralliement de jeunes samouraïs autour du slogan Sonnō jōi, que l'on peut traduire par « Révérez l’Empereur, expulsez les barbares ». Le shogunat comme les daimyos importent massivement des armes et des technologies d'Occident, et proposent des réformes pour s'opposer à la menace de l'étranger.
Ii Naosuke, de fait à la tête du shogunat en tant que tairō (grand ancien), tente d'étouffer ce mouvement par une sévère répression connue sous le nom de purge d'Ansei. Il est assassiné en 1860 devant le château d'Edo, par une bande de guerriers hostiles à l'influence étrangère au Japon. Cet assassinat, connu sous le nom d'incident de Sakuradamon, porte un coup sévère au prestige du shogunat.

Localisation des principaux clans composants puis raliés à l'alliance Satchō lors de la guerre de Boshin
Domaine de Chōshū
Domaine de Satsuma
Domaine de Saga
Domaine de Tosa

Parmi les soutiens les plus actifs à l'empereur Kōmei se trouvent Saigo Takamori, guerrier du fief de Satsuma (sur l'île de Kyūshū), et Kido Takayoshi, guerrier du fief de Chōshū (à l'ouest de l'île de Honshū), à la suite du bombardement de Kagoshima (1863) et de Shimonoseki (1864). Ces provinces, les plus éloignées d'Edo, n'avaient jamais complètement accepté la souveraineté des Tokugawa.
Ce sont d'abord les samouraïs du domaine de Chōshū qui prennent le contrôle de la cour impériale à Kyoto. Mais en 1863, les partisans d'une direction assurée conjointement par la cour et le shogunat (kōbu gattai), issus principalement des domaines de Satsuma et Aizu, les expulsent. En août 1864, les forces de Chōshū tentent de mener un coup d'État à Kyoto, mais elles sont vaincues par les forces de Satsuma et Aizu.
Le shogunat monte des expéditions punitives contre Chōshū en 1864 puis en 1866, mais cette dernière est repoussée, ce qui affaiblit une nouvelle fois son autorité. En 1866, les deux daimyos de Satsuma et Chōshū sont réunis en secret par Sakamoto Ryōma dans l'alliance Satchō, afin de s'opposer au bakufu et de restaurer le pouvoir de l'empereur.
En 1866, alors qu'il n'a que 20 ans, le shogun Tokugawa Iemochi tombe malade et meurt, peut-être empoisonné. Tokugawa Yoshinobu lui succède. Le 30 janvier 1867, l'empereur Kōmei meurt. Le 3 février, l'empereur Meiji (appelé Mutsuhito de son vivant, et alors âgé de quinze ans) monte sur le trône.

## La restauration
En 1867, des daimyos favorables à l'empereur proposent à Tokugawa Yoshinobu de démissionner et de se soumettre à l'autorité de l'empereur. Le shogunat Tokugawa s'achève le 9 novembre 1867, lorsque le quinzième shogun, Tokugawa Yoshinobu, décide de « mettre ses prérogatives à la disposition de l'empereur » ; il démissionne de son poste dix jours plus tard. Cet événement marque la « restauration » (Taisei Hokan) du régime impérial, mais Yoshinobu conserve encore un pouvoir considérable.
Les forces hostiles au shogunat sèment le trouble à Edo, par l'intermédiaire de groupes de rōnin, puis arrivent à Kyoto où elles font pression sur la cour impériale pour que le shogunat soit réellement démantelé. À la suite d'une conférence des daimyos, celle-ci publie une proclamation officielle dans les derniers jours de 1867, mais l'appareil d'État des Tokugawa reste encore largement intact. Les forces de Satsuma et Chōshū ainsi que leurs alliés s'emparent alors du palais impérial, et annoncent leur propre restauration le 3 janvier 1868, ce qui marque le début de l'ère Meiji.
Tokugawa Yoshinobu accepte d'abord la restauration, puis la défie le 17 janvier. Le 27 janvier, la guerre de Boshin débute avec la bataille de Toba-Fushimi, au sud de Kyoto, où l'armée dirigée par les forces de Chōshū et Satsuma remporte la victoire contre l'armée de l'ex-shogun et devient l'armée impériale. Tokugawa se replie à Osaka, puis à Edo.
Edo est encerclée en mai 1868, puis se rend, et les dernières troupes d'Edo loyales aux Tokugawa sont vaincues lors de la bataille d'Ueno, le 4 juillet. Une partie des forces du shogunat se réfugie à Hokkaido, où ils instaurent l'éphémère république d'Ezo. Elles sont battues en mai 1869 lors de la bataille de Hakodate. La défaite des armées de l'ex-shogun, dirigées par Enomoto Takeaki et Hijikata Toshizō, marque la fin du shogunat Tokugawa et de toute résistance à l'empereur.
En 1869, l'empereur s'installe à Edo, qui est alors renommée Tokyo, c'est-à-dire « capitale de l'Est ».

## Conséquences
La restauration de Meiji a accéléré l'industrialisation du Japon avec le slogan « pays riche, armée forte » (富国強兵, Fukoku kyōhei), ce qui a conduit à son émergence en tant que puissance militaire en 1905.
L'oligarchie de Meiji, qui constitue le gouvernement sous l'autorité de l'empereur, introduit des mesures visant à consolider son pouvoir face aux vestiges du gouvernement de l'époque d'Edo : le shogunat, les daimyo et les samouraïs.
Pendant un temps cependant, le bouddhisme fut prohibé.

### Centralisation du pouvoir
En 1868, toutes les terres des Tokugawa (représentant le quart des terres cultivables du Japon) sont saisies et placées sous contrôle impérial, les plaçant ainsi sous l'autorité du nouveau gouvernement Meiji. En 1869, les daimyo des fiefs de Tosa, Hizen, Satsuma et Choshu, qui avaient été les opposants les plus déterminés au shogunat, acceptent de « remettre leurs domaines à l'empereur ». D'autres daimyo l'acceptent également, ce qui conduit, sans doute concrètement pour la première fois, à un gouvernement central exerçant le pouvoir sur l'ensemble du territoire (天下, tenka).
Enfin, en 1871, les daimyos, passés et présents, sont appelés à comparaître devant l'empereur, où il est déclaré que tous les domaines doivent être rendus à l'empereur. Les quelque 300 domaines (han) sont alors transformés en préfectures, chacune sous le contrôle d'un gouverneur nommé par l'État. En 1888, plusieurs préfectures sont regroupées en plusieurs étapes, afin de réduire leur nombre à 75. On promet aux daimyos 1/10 du revenu de leurs anciens fiefs en tant que revenus privés. Plus tard, leurs dettes et les paiements des allocations des samouraïs sont pris en charge par l'État.

### Suppression des divisions de la société
Le nouveau gouvernement s'est également efforcé de supprimer les quatre divisions de la société.
Dans tout le Japon, la classe des samouraïs représentait 1,9 million de personnes, soit plus de dix fois la taille relative de l'aristocratie française au moment de la Révolution. En outre, les samouraïs du Japon n'étaient pas seulement les seigneurs, mais aussi leurs suivants de plus haut rang - des personnes qui exerçaient une vraie profession. Avec l'allocation versée à chaque samouraï, leur entretien représentait un énorme fardeau financier, qui a vraisemblablement poussé les oligarques à l'action. Quelles que soient leurs intentions véritables, les oligarques ont engagé un processus lent et délibéré d'abolition de la classe des samouraïs. Tout d'abord, en 1873, il est annoncé que les allocations aux samouraïs seraient progressivement imposées. Plus tard, en 1874, les samouraïs obtiennent la possibilité de convertir leurs allocations en obligations du gouvernement. Enfin, en 1876, cette commutation est rendue obligatoire.
Pour réformer l'armée, le gouvernement institue la conscription nationale en 1873, qui stipule que tous les hommes arrivés à 20 ans doivent servir dans les forces armées pendant trois ans. Une des principales différences entre la classe des samouraïs et les paysans était le droit de porter les armes ; cet ancien privilège est soudainement étendu à tous les hommes de la nation. En outre, les samouraïs ne sont plus autorisés à circuler en ville en portant une épée ou une arme, qui attesterait de leur ancien statut.
Sans surprise, ces réformes ont conduit à une série d'émeutes de samouraïs. Une des principales émeutes, conduite par Saigo Takamori, est devenue la rébellion de Satsuma, qui a abouti à une guerre civile. Cette rébellion a été cependant rapidement matée par la nouvelle armée impériale japonaise, formée et équipée à l'occidentale, même si son noyau était constitué par les forces de police de Tokyo, qui étaient en grande partie composées d'anciens samouraïs. Le rapide retour à l'ordre constituait un signal clair aux samouraïs dissidents que leur époque était révolue. Quelques soulèvements ultérieurs se sont produits, et la distinction des samouraïs est devenue purement symbolique avec leur intégration progressive dans la nouvelle société civile. L'idéal martial des samouraïs s'est perpétué sous une forme romancée, et a souvent été utilisé comme outil de propagande lors des guerres de l'empire du Japon au début du XXe siècle.
Toutefois, il est également vrai que la majorité des samouraïs étaient satisfaits malgré l'abolition de leur statut. Beaucoup ont trouvé un emploi dans la bureaucratie gouvernementale, qui ressemblait à une nouvelle classe d'élite. Les samouraïs, mieux instruits que la majorité de la population, sont devenus des enseignants, des fabricants d'armes à feu, des fonctionnaires, ou des officiers militaires. Lorsque le titre officiel de samouraï a été aboli, l'esprit élitiste qui caractérisait la classe des samouraïs leur a survécu.
L'oligarchie a également lancé une série de réformes agraires. En particulier, elle a légitimé le système de location des terres instauré pendant la période Tokugawa. En effet, malgré les efforts du shogunat pour geler les quatre classes de la société en place, sous leur règne, les villageois avaient commencé à louer des terres à d'autres agriculteurs, et s'étaient ainsi enrichis. Ceci avait fortement perturbé le système de classes bien définies décrété par le shogunat, et a contribué à leur chute.

### Rédaction d'une constitution
La mainmise du clan Satsuma-Chôshû sur le gouvernement provoque une opposition de la part d'autres clans. Itagaki Taisuke, de Tosa, prône la création d'une assemblée nationale permettant aux citoyens de participer à l'exercice du pouvoir. Née d'un petit groupe de samouraïs mécontents, cette campagne s'élargit avec de riches agriculteurs puis des citoyens ordinaires pour devenir le Mouvement pour la liberté et les droits du peuple.
Ce mouvement réclame ensuite une Constitution, d'ailleurs nécessaire pour que le Japon soit reconnu internationalement comme un État moderne et obtienne la révision des traités inéquitables. Après plusieurs années d'étude et de débats, la Constitution de l'empire du Japon est promulguée le 11 février 1889.